# Bosmie-l'Aiguille
Bosmie-l'Aiguille är en kommun i departementet Haute-Vienne i regionen Nouvelle-Aquitaine i västra Frankrike. Kommunen ligger i kantonen Aixe-sur-Vienne som tillhör arrondissementet Limoges. År 2022 hade Bosmie-l'Aiguille 2 620 invånare.

## Befolkningsutveckling
Antalet invånare i kommunen Bosmie-l'Aiguille
| Referens: INSEE |